# Badminton-Europapokal 2003
Die 26. Auflage des Badminton-Europapokals fand 2003 zum zweiten Mal in dem schwedischen Ort Uppsala statt. Vor heimischem Publikum hoffte das gastgebende Team Fyrisfjädern Uppsala endlich den Titel zu gewinnen. Aber wiederum unterlagen sie im Finale dem russischen Team Lok Rekord Moskau. Damit verloren die Schweden zum vierten Mal hintereinander das Finale. Zum ersten Mal seit Einführung des Wettbewerbes 1978 verzichtete der deutsche Meister auf die Teilnahme.

## Die Ergebnisse
| Gruppe A                   |     |                                    |
| SKB Litpol-Malow Suwałki   | 7–0 | Maccabi Rishon LeZion              |
| SKB Litpol-Malow Suwałki   | 6–1 | Sandefjord BK                      |
| SKB Litpol-Malow Suwałki   | 4–3 | KNEU Economist Kiew                |
| Sandefjord BK              | 4–3 | Maccabi Rishon LeZion              |
| Sandefjord BK              | 3–4 | KNEU Economist Kiew                |
| KNEU Economist Kiew        | 5–2 | Maccabi Rishon LeZion              |
| Gruppe B                   |     |                                    |
| Kastrup-Magleby BK         | 6–1 | Fiederball Scheffleng              |
| Kastrup-Magleby BK         | 5–2 | ASD Badminton Acqui Termo          |
| Kastrup-Magleby BK         | 6–1 | WBH Wien                           |
| WAT Badminton Hernals Wien | 4–3 | ASD Badminton Acqui Termo          |
| WAT Badminton Hernals Wien | 6–1 | Fiederball Scheffleng              |
| ASD Badminton Acqui Termo  | 4–3 | Fiederball Scheffleng              |
| Gruppe C                   |     |                                    |
| Helsinki Tapion Sulka      | 7–0 | Ego Sport Club                     |
| Helsinki Tapion Sulka      | 4–3 | BV Team Basel                      |
| Helsinki Tapion Sulka      | 4–3 | TB Reykjavík                       |
| Helsinki Tapion Sulka      | 3–4 | BC Duinwijck                       |
| BV Team Basel              | 7–0 | Ego Sport Club                     |
| BV Team Basel              | 4–3 | BC Duinwijck                       |
| BV Team Basel              | 4–3 | ToB Reykjavík                      |
| BC Duinwijck               | 7–0 | Ego Sport Club                     |
| BC Duinwijck               | 3–4 | ToB Reykjavík                      |
| ToB Reykjavík              | 7–0 | Ego Sport Club                     |
| Gruppe D                   |     |                                    |
| Lok Rekord Moskau          | ?   | BC Olve                            |
| Lok Rekord Moskau          | 7–0 | Strathclyde University             |
| Lok Rekord Moskau          | 7–0 | CB Rinconada                       |
| Lok Rekord Moskau          | 7–0 | CD Estreito                        |
| GD Estreito                | 5–2 | BC Olve                            |
| GD Estreito                | 4–3 | Strathclyde University             |
| GD Estreito                | 6–1 | CB Rinconada                       |
| BC Olve                    | 6–1 | Strathclyde University             |
| BC Olve                    | 5–2 | CB Rinconada                       |
| Strathclye University      | 6–1 | CB Rinconada                       |
| Gruppe E                   |     |                                    |
| Fyrisfjädern Uppsala       | 7–0 | Mount Pleasant TLC                 |
| Fyrisfjädern Uppsala       | 6–1 | BK-1973 Deltacar Benatky           |
| Fyrisfjädern Uppsala       | 7–0 | TC Debrecen                        |
| Fyrisfjädern Uppsala       | 7–0 | Issy-les-Moulineaux Badminton Club |
| BK-1973 Deltacar Benatky   | 5–2 | Mount Pleasant TLC                 |
| BK-1973 Deltacar Benatky   | 4–3 | IBMC Issy-les-Moulineaux           |
| BK-1973 Deltacar Benatky   | 5–2 | TC Debrecen                        |
| IBMC Issy-les-Moulineaux   | 5–2 | Mount Pleasant TLC                 |
| IBMC Issy-les-Moulineaux   | 6–1 | TC Debrecen                        |
| TC Debrecen                | 4–3 | Mount Pleasant TLC                 |
| Playoff                    |     |                                    |
| SKB Litpol-Malow Suwałki   | 4–2 | Helsinki Tapion Sulka              |
| Halbfinale                 |     |                                    |
| Lok Rekord Moskau          | 4–0 | SKB Litpol-Malow Suwałki           |
| Fyrisfjädern Uppsala       | 4–2 | Kastrup-Magleby BK                 |
| Finale                     |     |                                    |
| Lok Rekord Moskau          | 4–1 | Fyrisfjädern Uppsala               |